# Пам'ятники Вишгорода
Пам'ятники Вишгорода — об'єкти монументального мистецтва, встановлені у різні роки, що розташовані на території міста Вишгород Київської області.
Вишгород є районним центром однойменного району Київської області, північним передмістям Києва. Місто має багату стародавню історію, є важливим транспортним та енергетичним вузлом, промисловим центром, що на сьогодні має стрімку динаміку розвитку.
На території Вишгорода встановлена чимала кількість пам'ятників, присвячених як подіям національної історії, так і подіям з історії міста. Характерною рисою монументів Вишгорода, що вирізняє місто, є фактично повна відсутність пам'ятників радянського періоду, крім кількох військових меморіалів.

## Сучасні пам'ятники
| Назва                                                            | Рік встановлення | Розташування                                                                               | Фото                               | Короткі відомості |
| На честь Вишгородської фортеці, пам'ятний камінь                 |                  | на пагорбі перед церквою Бориса і Гліба, по вулиці Петра Калнишевського                    |                                    | Пам'ятний камінь встановлено на місці городища літописного міста Вишгород. |
| Київській ГЕС/ГАЕС, пам'ятний знак                               | 1968             | на Набережній, перед в'їздом на греблю Київської ГЕС                                       |                                    | Встановлено на честь Київської ГЕС, збудованої у 1964 та Київської ГАЕС, введеної в експлуатацію у 1970 році. |
| На місці боїв 167-ї стрілецької дивізії, пам'ятна плита          | 1979             | на пагорбі перед церквою Бориса і Гліба, по вулиці Петра Калнишевського                    |                                    | Пам'ятна плита встановлена на місці запеклих боїв радянських та німецьких військ у вересні-жовтні 1943 року. |
| Братська могила 155 воїнів Радянської армії, військовий меморіал | 1979             | біля будинку Клюкви, по вулиці Шкільній, 58                                                |                                    | Присвячено воїнам Червоної Армії та уродженцям Вишгорода, що полягли у роки Другої світової війни. Серед інших, тут похований Герой Радянського Союзу, капітан Леонід Глєбов.                                                        |
| Воїнам 167-ї Сумсько-Київської стрілецької дивізії               | 1979             | у сквері біля Київського водосховища, на з'їзді з вул. Набережна у напрямку Київської ГАЕС |                                    | Присвячено воїнам 167-ї Сумсько-Київської стрілецької дивізії стрілецької дивізії, що у 1943 році звільнила місто від німецьких військ. Архітектор Василь Климик.                                                                    |
| Тарасові Шевченку                                                | 1990             | біля будинку культури «Енергетик», по проспекту Мазепи, 9                                  |                                    | Присвячено видатному українському письменнику та художнику Тарасові Шевченку. Скульптор Іван Липовка, архітектор Олег Распопін. |
| Жертвам Голодомору, пам'ятний хрест                              | 1991             | на розі вулиць Ватутіна та Петра Калнишевського, навпроти Вишгородського цвинтаря          |                                    | Пам'ятний хрест встановлено у пам'ять про жертв Голодомору 1932—1933 років. |
| Воїнам-інтернаціоналістам                                        | 2006             | у сквері перед будинком по вулиці Михайла Грушевського, 1                                  |                                    | Присвячено вишгородцям, полеглим у ході війни в Афганістані. Архітектор Олег Распопін. |
| Жертвам радянських репресій, пам'ятний знак                      | 2008             | на розі вулиць Ватутіна та Петра Калнишевського, навпроти Вишгородського цвинтаря          |                                    | Пам'ятний знак присвячений жертвам політичних репресій в СРСР. |
| Жертв Голодомору, меморіал                                       | 2008             | на розі вулиць Ватутіна та Петра Калнишевського, навпроти Вишгородського цвинтаря          |                                    | Меморіал присвячений жертвам Голодомору 1932—1933 років. Скульптори: Борис Крилов та Олесь Сидорук. |
| Никифору Шолуденку, пам'ятний знак                               | 2008             | перед будинком по вулиці Шолуденка, 6                                                      |                                    | Присвячено Герою Радянського Союзу Никифору Шолуденку. |
| Ліквідаторам аварії на ЧАЕС                                      | 2011             | на розі вулиць Шолуденка та Дніпровської                                                   | Вышгород памятник чернобыльцам.jpg | Присвячено ліквідаторам аварії на ЧАЕС. Три контурні форми пам'ятного знака символізують три республіки, які разом боролися з наслідками аварії — Україну, Білорусь і Росію. Відкрито 26 квітня 2011 року, архітектор Василь Климик. |
| Святим Борису і Глібу                                            | 2011             | на площі Шевченка                                                                          |                                    | Присвячено святим страстотерпцям Борису і Глібу — покровителям міста Вишгорода. Відкрито 31 липня 2011 року, архітектор Василь Климик, скульптори: Борис Крилов та Олесь Сидорук.                                                    |